# George Reeves

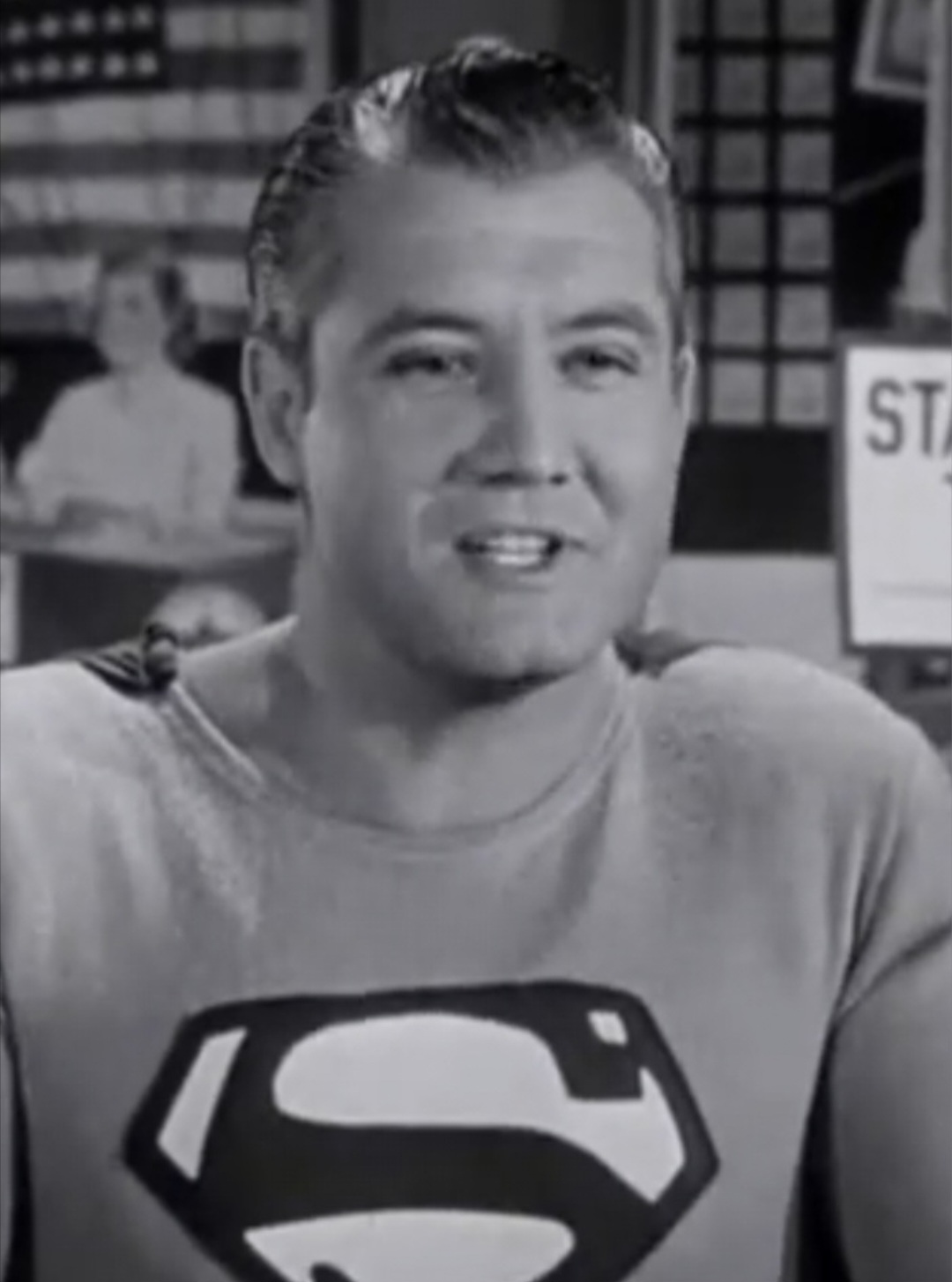
George Reeves im Superman-Kostüm (1954)

George Bessolo Reeves (* 5. Januar 1914 als George Keefer Brewer in Woolstock, Iowa; † 16. Juni 1959 in Beverly Hills, Los Angeles) war ein US-amerikanischer Schauspieler, der vor allem durch seine Rolle als Superman in der Fernsehserie Superman – Retter in der Not (1952–1958) bekannt wurde.

## Leben
George Reeves wurde als George Keefer Brewer geboren. Seine Eltern, Donald Carl Brewer und Helen Lescher, trennten sich kurz nach seiner Geburt. Seine Mutter zog mit ihm nach Pasadena, Kalifornien, wo sie erneut heiratete und George den Nachnamen seines Stiefvaters, Frank Bessolo, annahm. Er wuchs unter dem Namen George Bessolo auf, bis er als Erwachsener wieder seinen Geburtsnamen annahm.
Reeves besuchte das Pasadena Junior College, wo er sich für Schauspiel, Musik und Sport interessierte. Nach seinem Abschluss studierte er an der Pasadena Playhouse, einer Talentschmiede für angehende Schauspieler. Nach ersten Erfolgen als Amateurboxer und Musiker begann er seine Bühnen- und Schauspielkarriere.
Sein Filmdebüt feierte Reeves im Jahr 1939 in einer Nebenrolle als Stuart Tarleton in der Eingangsszene des Filmklassikers Vom Winde verweht mit Fred Crane die rothaarigen Tarleton-Zwillinge spielte. Anschließend erhielt der athletische Darsteller nennenswerte Nebenrollen in Filmen wie Ein Frauenherz vergißt nie (1941) oder Mutige Frauen (1943), für die er von Fans und Kritikern gemocht wurde. Nach seinem Dienst im Zweiten Weltkrieg konnte Reeves an diese Erfolge nicht anknüpfen, sondern musste sich zumeist mit Rollen in B-Movies begnügen.
Nach dem Pilotfilm Superman and the Mole-Men im Jahr 1951 spielte er zwischen 1952 und 1958 in insgesamt 102 Folgen die Rolle des Superhelden Superman in der gleichnamigen Fernsehserie. Das noch junge Medium Fernsehen machte ihn schlagartig zu einem berühmten Schauspieler, wenngleich er auf die Rolle des Superman festgelegt wurde. Oft wird angeführt, dass er nach Einstellung der Serie keine lukrativen Angebote mehr erhalten habe, allerdings soll er zum Zeitpunkt seines Todes mehrere Filmprojekte in den Startlöchern gehabt haben.
Am 16. Juni 1959 starb George Reeves, drei Tage vor seiner geplanten Hochzeit mit Leonore Lemmon, unter bis heute ungeklärten Umständen an einer Schussverletzung in seinem Schlafzimmer. Sein Tod wurde offiziell als  Suizid deklariert, doch Spekulationen über ein mögliches Fremdverschulden halten an. Im Film Die Hollywood-Verschwörung (2006), der die Untersuchungen rund um den Tod des Schauspielers thematisiert, spielt Ben Affleck die Hauptrolle des Reeves, für die er mit der Coppa Volpi als „bester Darsteller“ beim Filmfestival in Venedig 2006 geehrt wurde.
In dem 2023 veröffentlichtem Film The Flash hatte George Reeves mit Hilfe der CGI-Technik einen Cameo-Auftritt als Superman.
George Reeves ist nicht mit den Schauspielkollegen Steve Reeves und Christopher Reeve (dem Superman-Darsteller der 80er) verwandt.

## Filmografie (Auswahl)
- 1939: Vom Winde verweht (Gone with the Wind)
- 1940: Tropische Zone (Torrid Zone)
- 1941: Schönste der Stadt (The Strawberry Blonde)
- 1941: Charlie Chan auf dem Schatzsucherschiff (Dead Men Tell)
- 1941: König der Toreros (Blood and Sand)
- 1941: Ein Frauenherz vergißt nie (Lydia)
- 1943: Fracht für Missouri (Buckskin Empire)
- 1943: Mutige Frauen (So Proudly We Hail!)
- 1943: Der Sheriff von Kansas (The Kansan)
- 1947: Mädchen für Hollywood (Variety Girl, Cameo)
- 1948: Das Geheimnis von Zimbalu (Jungle Jim)
- 1949: Der große Liebhaber (The Great Lover )
- 1949: Samson und Delilah (Samson and Delilah)
- 1951: Superman and the Mole-Men
- 1951: I Love Lucy (Fernsehserie, eine Folge)
- 1952: Engel der Gejagten (Rancho Notorious)
- 1952: Die schwarzen Reiter von Dakota (Bugles in the Afternoon)
- 1952–1958: Superman – Retter in der Not (Adventures of Superman; Fernsehserie, 102 Folgen)
- 1953: Gardenia – Eine Frau will vergessen (The Blue Gardenia)
- 1953: Verdammt in alle Ewigkeit (From Here to Eternity)
- 1953: Die pikanten Jahre einer Frau (Forever Female)
- 1956: Zug der Furchtlosen (Westward Ho, the Wagons!)